# Szengyelisuvadás
Szengyelisuvadás (románul: Gaura Sângerului) falu Romániában, Maros megyében.

## Története
Mezőzáh község része. A trianoni békeszerződésig Torda-Aranyos vármegye Marosludasi járásához tartozott.

## Népessége
2002-ben 126 lakosa volt, ebből 125 román és 1 magyar nemzetiségű.

## Vallások
A falu lakói közül 102-en ortodox, 23-an egyéb hitűek és 1 fő református.